# Christopher Bowman
Christopher Nicol Bowman (ur. 30 marca 1967 w Los Angeles, zm. 10 stycznia 2008 tamże) – amerykański łyżwiarz figurowy, startujący w konkurencji solistów.
Był srebrnym (1989) i brązowym (1990) medalistą mistrzostw świata, dwukrotnym mistrzem (1989, 1992) i dwukrotnym wicemistrzem (1987, 1991) Stanów Zjednoczonych.
10 stycznia 2008 jego ciało zostało znalezione w motelu w Los Angeles. Rozważano dwie możliwości śmierci: przyczynę naturalną (w chwili śmierci ważył 118 kg) bądź przedawkowanie narkotyków.
W dzieciństwie wystąpił gościnnie w kilku odcinkach serialu telewizyjnego Domek na prerii.